# 長潭
長潭，是新北市貢寮區的一個地名，位於該區西部，範圍大致為貢寮里西部地區。

## 歷史
台灣清治末期，長潭地區為一街庄，稱為「長潭庄」，隸屬於三貂堡。該庄北與丹裡庄為鄰，東北與下雙溪庄為鄰，東及南與槓仔藔庄為鄰，西邊為魚行庄。
1901年（日治明治三十四年）11月，該庄隸屬於基隆廳，編入第十區。1905年（明治三十八年）7月，第十區、第十一區合併為「槓仔寮區」。1920年（大正九年），該庄改制為「長潭」大字，隸屬於臺北州基隆郡貢寮庄。
戰後貢寮庄改制為貢寮鄉，隸屬於臺北縣，大字亦改制為村。2010年（民國99年）12月，臺北縣升格為新北市，貢寮鄉改制為貢寮區，村改制為里。

## 交通
台鐵宜蘭線橫向經過長潭地區中部的雙溪北岸，境內未設站，但東邊不遠處有貢寮車站。由此往東南轉西南可前往宜蘭、羅東、花蓮、台東等地，往西可在八堵車站連接縱貫線以前往基隆、台北、桃園、新竹及中南部各地。
省道台2丙線又稱基福公路，經過本地區南部，由此往東可前往貢寮市區，隨後於福隆接上省道台2線本線，往西可前往雙溪、平溪、基隆市暖暖區等地。